# 1962 في إيطاليا
فيما يلي قوائم الأحداث التي وقعت خلال عام 1962 في إيطاليا.

## سياسة

### تعيين في المنصب
- 11 مايو – أنطونيو سينيي رئيس إيطاليا.
- 11 مايو – جوفاني غرونكي عضو مجلس الشيوخ مدى الحياة.

### انتهاء فترة المنصب
- 7 مايو – أنطونيو سينيي وزير الخارجية.
- 11 مايو – جوفاني غرونكي رئيس إيطاليا.

## أفلام
من الأفلام التي صدرت هذه السنة في إيطاليا:
- 1 يناير – سلفاتوري جوليانو من إخراج فرانشيسكو روسي.
- 1 يناير – شرلوك هولمز والقلادة القاتلة من إخراج تيرينس فيشر [الإنجليزية]‏.
- 1 يناير – ماما روما من إخراج بيير باولو بازوليني.

## مواليد

### يناير
- 2 يناير – إيفان بالازس متسابق دراجات نارية فنزويلي.
- 12 يناير – إيمانويلي بيرو سائق سيارة سباق إيطالي.
- 15 يناير – مارغريتا باي ممثلة إيطالية.

### فبراير
- 28 فبراير – أنتونيلو ريفا لاعب كرة سلة إيطالي.

### مارس
- 2 مارس – غابرييلي تاركويني سائق سيارة سباق إيطالي.
- 7 مارس – بييرو لياتي سائق رالي إيطالي.
- 12 مارس – مارسيلو بارتاليني درّاج طريق إيطالي.
- 29 مارس – إيلينا ريتشي ممثلة إيطالية.

### أبريل
- 4 أبريل – ماركو جيوفانيتي درّاج طريق إيطالي.
- 8 أبريل – ماسيمو دي سانتيس حكم كرة قدم إيطالي.
- 10 أبريل – بنيامينو أباتي لاعب كرة قدم إيطالي.

### مايو
- 14 مايو – داني هيوستن

### يوليو
- 13 يوليو – باسكوالي مارينو لاعب ومدرب كرة قدم إيطالي.

### أغسطس
- 26 أغسطس – مريم أميرة المغرب رائدة أعمال مغربية.

### ديسمبر
- 9 ديسمبر – البرتو فولبي درّاج طريق إيطالي.
- 31 ديسمبر – ريناتو بيكولو درّاج طريق إيطالي.

## وفيات

### فبراير
- 21 فبراير – بيترو برونزيني (مواليد 1898) لاعب كرة قدم إيطالي.

### مارس
- 5 مارس – يبيرو ليبيراتي (مواليد 1926) متسابق دراجات نارية إيطالي.

### أبريل
- 28 أبريل – جيانا بيريتا مولا (مواليد 1922)

### مايو
- 21 مايو – بيترو بيانكي (مواليد 1895) ربّاع إيطالي.

### أكتوبر
- 27 أكتوبر – إنريكو ماتي (مواليد 1906)